# Haplogona gestri
Haplogona gestri är en mångfotingart som först beskrevs av Filippo Silvestri 1898.  Haplogona gestri ingår i släktet Haplogona och familjen Verhoeffiidae. Inga underarter finns listade i Catalogue of Life.